# Amblypomacentrus
Amblypomacentrus là một chi cá biển thuộc phân họ Pomacentrinae nằm trong họ Cá thia. Những loài trong chi này được tìm thấy ở các vùng biển nhiệt đới thuộc Ấn Độ Dương và Thái Bình Dương.

## Từ nguyên
Tiền tố amblys trong từ định danh theo tiếng Hy Lạp cổ đại có nghĩa "cùn, lụt", hàm ý đề cập đến phần đầu ngắn của A. breviceps, còn Pomacentrus có lẽ đề cập đến sự tương đồng với chi này.

## Các loài
Ban đầu, Amblypomacentrus là một chi đơn loài chỉ gồm A. breviceps. Mãi cho đến đầu thế kỷ 21, chi này mới có thêm hai loài được phát hiện là A. clarus và A. vietnamicus. Cho đến năm 2021, dựa vào các bằng chứng di truyền và kiểu hình, có ba loài từ chi Chrysiptera được chuyển sang Amblypomacentrus, lần lượt là A. annulatus, A. kuiteri và A. tricinctus.
Tính đến hiện tại, có tất cả 6 loài được công nhận trong chi này, bao gồm:
- Amblypomacentrus annulatus (Peters, 1855)
- Amblypomacentrus breviceps (Schlegel & Müller, 1839)
- Amblypomacentrus clarus Allen & Adrim, 2000
- Amblypomacentrus kuiteri (Allen & Rajasuriya, 1995)
- Amblypomacentrus tricinctus (Allen & Randall, 1974)
- Amblypomacentrus vietnamicus Prokofiev, 2004